# Gujō, Gifu
Gujō (郡上市 Gujō-shi)　là một thành phố thuộc tỉnh Gifu, Nhật Bản.